# Schönborn (Hunsrück)

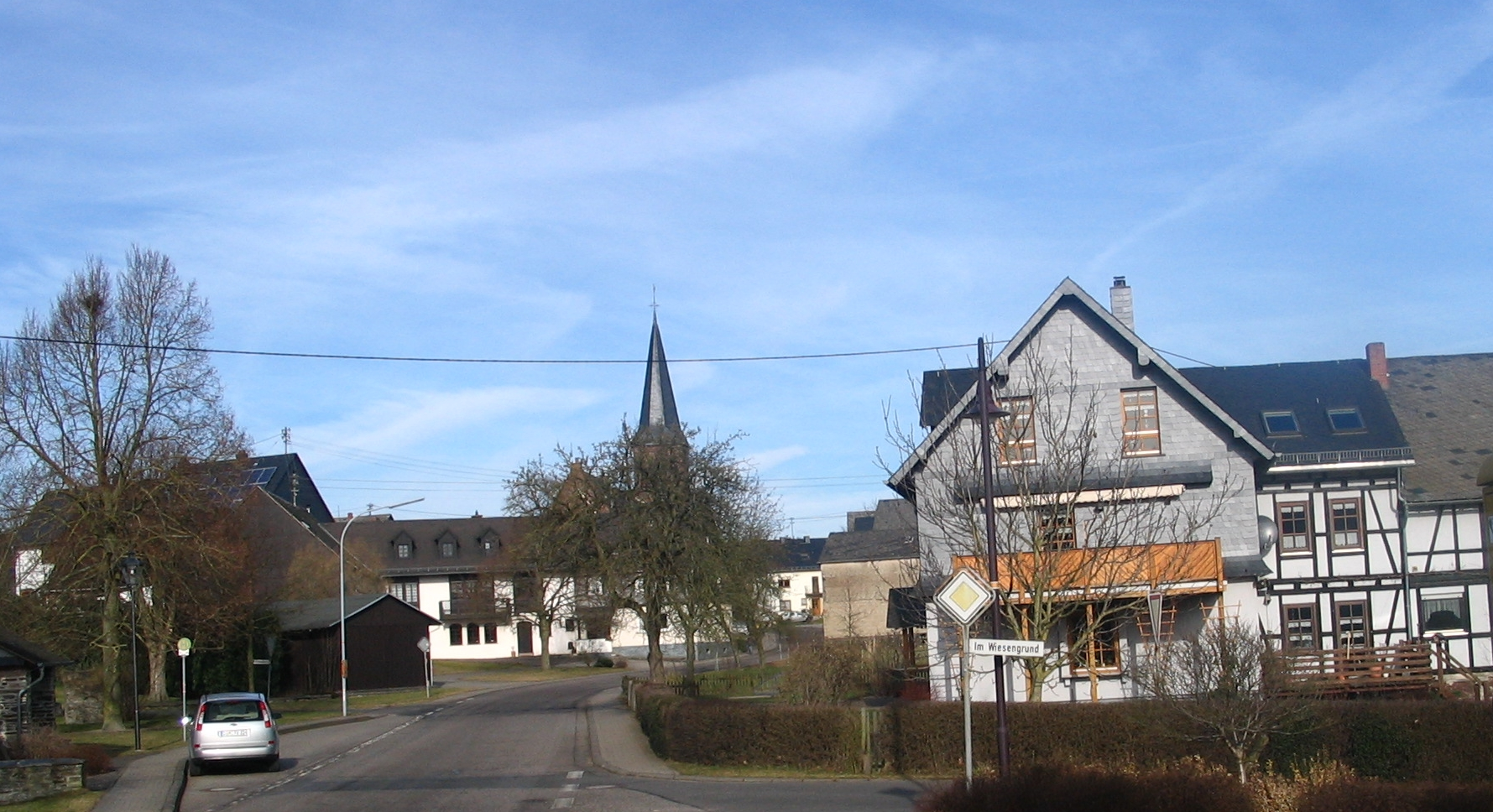
Ortsbild

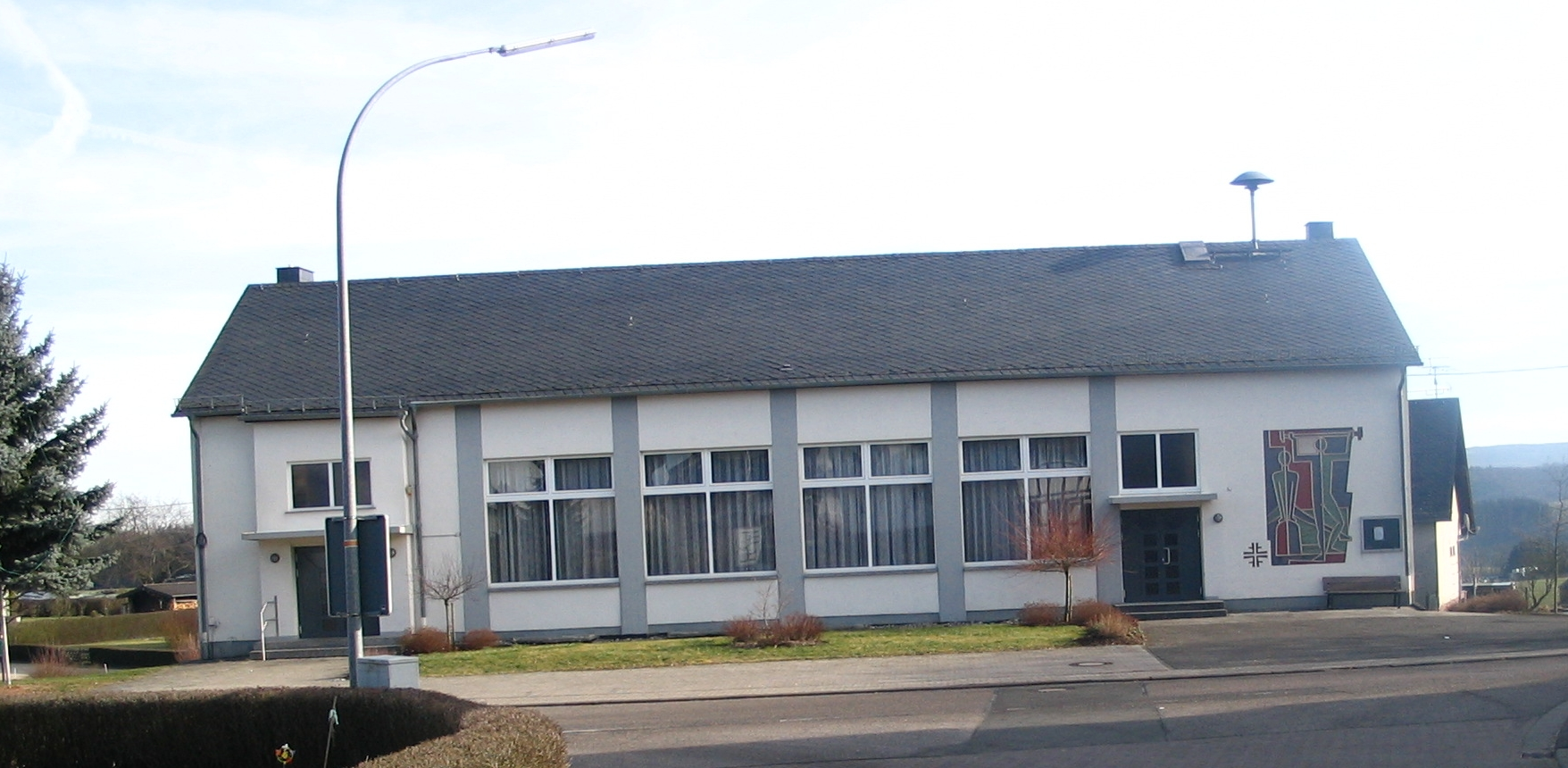
Gemeindehaus

Schönborn ist eine Ortsgemeinde im Hunsrück im Rhein-Hunsrück-Kreis in Rheinland-Pfalz. Sie gehört der Verbandsgemeinde Simmern-Rheinböllen an.

## Geographie
Schönborn liegt zentral im Hunsrück zwischen Kauer- und Simmerbachtal. Im Osten liegt die Stadt Simmern, im Westen liegt das Kauerbachtal. Zu Schönborn gehören auch die Wohnplätze Sonnenhof und Stückerhof.

## Geschichte
Bodenfunde sind schon aus der Spätlatènezeit bekannt. Die urkundliche Ersterwähnung stammt aus dem Jahr 1290. Um das Jahr 1310, nach neueren Erkenntnissen des Landeshauptarchiv Koblenz wohl 1330–1335, wird der Ort unter dem Namen Szoninbornin im Sponheimischen Gefälleregister der Grafschaft Sponheim erwähnt.
Der Ort war Teil von Pfalz-Simmern und ab 1673 der Kurpfalz. Mit der Besetzung des Linken Rheinufers 1794 durch französische Revolutionstruppen wurde der Ort französisch, 1815 wurde er auf dem Wiener Kongress dem Königreich Preußen zugeordnet.
Nach dem Ersten Weltkrieg zeitweise wieder französisch besetzt, ist der Ort seit 1946 Teil des damals neu gebildeten Landes Rheinland-Pfalz.

## Politik

### Bürgermeister
Frank Scherer wurde am 3. November 2021 Ortsbürgermeister von Schönborn. Bei der Direktwahl am 26. September 2021 war er mit einem Stimmenanteil von 93,1 % gewählt worden. Er wurde im Juni 2024 wiedergewählt.
Scherers langjähriger Vorgänger Manfred Gruhn war zuletzt am 8. Juli 2019 durch den Gemeinderat in seinem Amt bestätigt worden.

### Wappen
| Wappen von Schönborn | Blasonierung: „Unter von Blau und Gold (Gelb) einreihig geschachtem Schildhaupt; vorne in Gold (Gelb) ein roter Schrägbalken; hinten in Grün ein goldener (gelber) Ziehbrunnen mit silbernem (weißem) Eimer.“ |
| Wappen von Schönborn | Wappenbegründung: Der Schachbalken im Schildhaupt steht für die Vordere Grafschaft Sponheim den früheren Landesherren, der vordere Wappenteil erinnert an die markgräfliche badische Vergangenheit der Gegend vom 15. Jahrhundert bis 1708. Zu der Zeit bestand eine gemeinsame kurpfälzische, herzoglich pfalz-simmersche sowie eine markgräfliche badische Verwaltung. Der Ziehbrunnen steht redend für den Ortsnamen. |